# فلورین کورت
فلورین کورت (انگلیسی: Florin Court) یک ساختمان مسکونی با طراحی و نمای آرت دکو/منحنی‌سازی نوین است که در مرکز لندن و در محلهٔ اسمیت‌فیلد واقع شده‌است.
این بنا، همان ساختمانی است که در سریال تلویزیونی پوآرو، دفترِ کار و محلِ زندگی هرکول پوآرو بود و از این جهت شناخته‌شده‌است. این ساختمان در سال ۲۰۰۳ میلادی، در فهرست بناهای درجه ۲ قرار گرفت.
این ساختمان که در سال ۱۹۳۶ ساخته شد، ۹ طبقه و ۱۲۰ واحد آپارتمانی دارد. در زیرزمین آن، استخر شنا، سونا، سالن ورزش، یک اتاق نشیمن با کتابخانه‌ای کوچک، یک فضای دارای وای-فای، رخت‌شوی‌خانه و پارکینگ قرار دارد. تمامی این فضاها مشاع بوده و دسترسی برای کلیهٔ ساکنین آزاد است. این ساختمان همچنین دارای دو دستگاه آسانسور است.